# Akord progresywny
Akord progresywny – system wynagradzania, w którym płaca jest uzależniona od ilości wykonanej pracy w ten sposób, że wraz ze wzrostem ilości wykonanej pracy ponad ustaloną normę wzrasta wynagrodzenie za jednostkę wykonanej pracy.